# Pedijatrijska oftalmologija

## Pedijatrijska oftalmologija
Pedijatrijska oftalmologija je subspecijalizacija oftalmologije koja se bavi očnim bolestima, te razvojem i brigom za vid u djece.

## Obuka
U Sjedinjenim Američkim Državama pedijatrijski oftalmolozi su liječnici koji su završili medicinski fakultet, godinu dana stažiranja, tri godine specijalizacije iz oftalmologije, te jednu do dvije godine subspecijalizacije iz pedijatrijske oftalmologije i strabizma. 
U Hrvatskoj su pedijatrijski oftalmolozi liječnici koji su završili medicinski fakultet, godinu dana stažiranja, četiri godine specijalizacije iz oftalmologije, te nekoliko godina rada u pedijatrijskoj oftalmologiji uz starijeg kolegu.

## Klinička ekspertiza
Pedijatrijska oftalmologija je usmjerena na razvoj vidnog sustava, te na različite bolesti koje ometaju razvoj vida u djece. Također, pedijatrijski oftalmolozi su kvalificirani za liječenje raznih očnih bolesti koje pogađaju djecu. Obučeni su za izvođenje složenih operacija oka, kao i za liječenje problema s vidom pomoću naočala ili lijekovima. Mnogi oftalmolozi šalju mlađe pacijente pedijatrijskom oftalmologu na pregled i rješavanje očnih problema u skladu s potrebama djeteta kao pojedinca. Osim liječenja djece s očitim problemima vida, pedijatrijski oftalmolozi se bave i djecom s vrtoglavicama, tortikolisom (iskrivljen vrat), te strabizmom. Također često liječe i odrasle pacijente sa strabizmom, jer su specijalizirani za takva stanja.

## Problemi s očima u djece
Djecu pogađaju brojni problemi s očima, a većina je prilično različita od bolesti koje pogađaju odrasle. Pedijatrijski oftalmolozi su specijalizirani za liječenje ovih bolesti:
- Infekcije (konjunktivitis)

- Strabizam je poremećaj položaja očiju koji pogađa 2-4% populacije. Često je udružen sa slabovidnošću. Jedan od primjera strabizma je «gledanje u križ», takozvani konvergentni strabizam (ezotropija), kod kojeg je jedno oko otklonjeno prema unutra. Pojam strabizam se odnosi i na druge tipove otklona kao što su okomiti (hipertropija) te otklon prema van, tj. divergentni (egzotropija).

- Ambliopija je pojava slabovidnosti na jednom oku, zbog čega mozak počne ignorirati to slabije oko i oslanjati se samo na zdravo. Ambliopija pogađa 4% populacije i obično se dijagnosticira se kad je refrakcijska greška jednog oka za 1.5 dpt veća od greške na drugom oku. Liječenje ambliopije uključuje ispravljanje većih refrakcijskih grešaka, te korištenje tehnika koje potiču mozak na korištenje i slabijeg oka – primjerice, stavljanjem poveza na jače oko.

- Blokiranost suznih kanalića

- Ptoza očnog kapka

- Retinopatija nedonoščadi

- Vizualna nepažnja

- Katarakta (mrena)

- Glaukom

- Abnormalnosti u razvoju vida

- Genetski poremećaji često uzrokuju i probleme s vidom. Budući da oko 30% genetskih poremećaja pogađa oči, pregled od strane pedijatrijskog oftalmologa može pomoći u dijagnosticiranju genetskog problema. Mnogi pedijatrijski oftalmolozi sudjeluju u multidisciplinarnim timovima koji se bave djecom s raznim genetskim sindromima.

- Kongenitalne malformacije koje utječu na vid i suzni aparat također istražuju a ponekad i kirurški ispravljaju pedijatrijski oftalmolozi.

- Tumori orbite

• Refrakcijske greške kao što su miopija (kratkovidnost) i astigmatizam mogu biti ispravljene nošenjem naočala ili kontaktnih leća.
• Insuficijencija akomodacije
• Insuficijencija konvergencije i astenopija (brzi zamor prilikom gledanja)
• Procjena problema s vidom u obrazovanju – uključujući disleksiju i poremećaj pažnje/hiperaktivni poremećaj (ADHD).

## Povijest
Američki liječnik Frank D.Costenbader često se navodi kao prvi pedijatrijski oftalmolog u svijetu. Costenbader i Marshall M.Parks (njegov protégé će kasnije postati poznat kao ″otac pedijatrijske oftalmologije″) počeli su prve programe obuke za subspecijalizaciju u Dječjoj bolnici u Washingtonu, D.C., koja je sada poznata kao Dječji nacionalni medicinski centar (Children′s National Medical Center). Parks je obučavao mnoge pedijatrijske oftalmologe tokom svoje karijere te je sudjelovao u osnivanju Američke udruge za pedijatrijsku oftalmologiju i strabizam, nacionalne organizacije posvećene poboljšanju kvalitete liječenja pedijatrijskih očnih bolesti. Tijekom godina pokrenuto je više od 30 programa diljem SAD-a za obuku pedijatrijskih oftalmologa. Američka akademija za pedijatrijsku oftalmologiju i strabizam surađuje s akademijom za pedijatriju u rješavanju problema ve
zanih za dječje bolesti oka i utvrđivanju smjernica za probir istih.
Drugi poznati pedijatrijski oftalmolozi jesu: Arthur Jampolsky, Martin Urist, Jack Crawford, Phillip Knapp, Gunter K. von Noorden, David S. Friendly, Eugene Helveston, William E. Scott, Eugene R. Folk, John Pratt-Johnson, Mette Warburg, Barrie Jay, Henry Metz, Arthur Rosenbaum, John T. Flynn, David Guyton, Burton J. Kushner i Joseph H. Calhoun.
U hrvatskoj oftalmologiji je kao pedijatrijski oftalmolog značajan Krešimir Čupak.